# Yeongdeungpo-gu
Yeongdeungpo-gu es un distrito administrativo en el suroeste de Seúl, Corea del Sur. Aunque el origen del nombre es incierto, las dos primeras sílabas se cree que derivan de "Yeongdeung" o "ascensión divina", un rito chamánico. La tercera sílaba es "po", que representa el agua, en referencia a la posición del distrito en el Río Han. La población de 2006 era de 408.819 personas. El magistrado actual es Kim Hyung-Su.
Se compone de 22 dong administrativos y 34 dong legales. De ellos, Yeouido Dong es el más grande en extensión, pues ocupa alrededor del 34% de la superficie terrestre. La superficie total es de 24,56 kilómetros ² (2004), lo que representa el 4% del territorio de Seúl. El presupuesto anual es de aproximadamente dos millones de won.
El distrito de Yeongdeungpo se ha desarrollado enormemente como una zona de oficinas, comercial y residencial. En Yeouido Dong se encuentra 63 Building, el edificio de oficinas más alto de Corea del Sur y, en la actualidad, el tercer edificio más alto de todo el país. El edificio de la Asamblea Nacional se encuentra en Yeouido. Otras organizaciones, como la Unión Financiera de Corea, también tienen su sede en Yeongdeungpo. Asimismo, hay empresas de medios de comunicación de masas en la zonacomo la Kookmin Newspaper Corporation; la Munhwa Broadcasting Corporation y el Korean Broadcasting System.
- Wikimedia Commons alberga una categoría multimedia sobre Yeongdeungpo-gu.

## Divisiones administrativas
- Dangsan-dong (Hangul: 당산동; Hanja: 堂山洞) (Dangsan 1 y 2-dong)
- Daerim-dong (Hangul: 대림동; Hanja: 大林洞) (Daerim 1, 2, y 3-dong)
- Dorim-dong (Hangul: 도림동; Hanja: 道林洞)
- Mullae-dong (Hangul: 문래동; Hanja: 文來洞) (Mullae 1 y 2-dong)
- Singil-dong  (Hangul: 신길동; Hanja: 新吉洞) (Singil 1 a 7-dong)
- Yangpyeong-dong  (Hangul: 양평동; Hanja: 楊坪洞) (Yangpyeong 1 y 2-dong)
  - Yanghwa-dong (Hangeul: 양화동; Hanja: 楊花洞)
- Yeongdeungpo-dong (Hangul: 영등포동; Hanja: 永登浦洞) (Yeongdeungpo-dong y Yeongdeungpobon-dong (Hangeul: 영등포본동; Hanja: 永登浦本洞))
- Yeouido-dong (Hangul: 여의도동; Hanja: 汝矣島洞)